# Butler

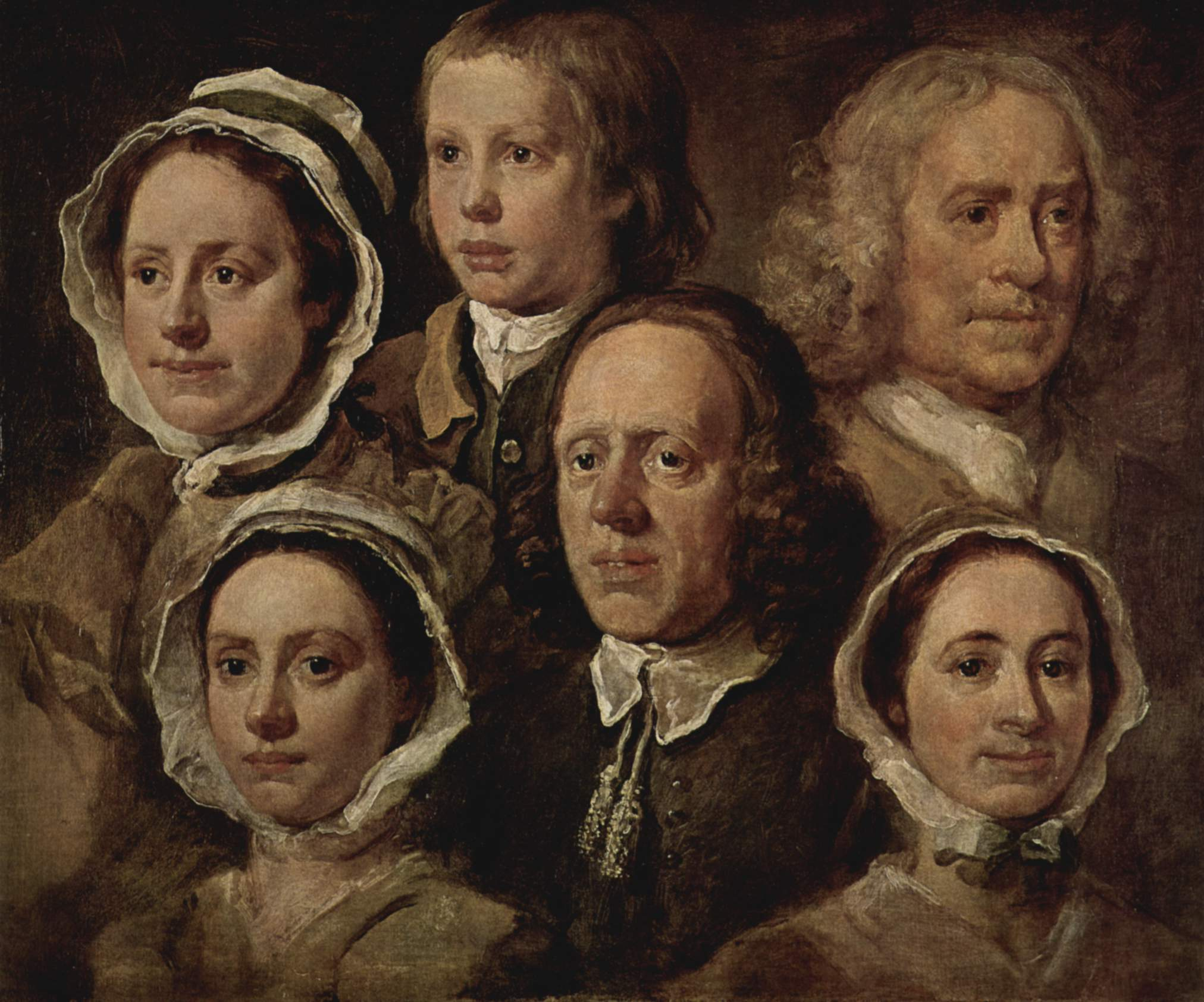
Hogarth's Servants från 1750. Butlern i mitten.

En butler är en erfaren betjänt i ett oftast större hushåll med mycket hushållspersonal. Begreppet kommer från Storbritannien och motsvaras på svenska närmast av hovmästare, men i Sverige har manliga tjänare (bonddrängar ute i jordbruket undantaget) varit ovanliga, och där har en manlig hovmästare främst hållit till på en restaurang och inte i privathem. Oftast brukar en butler vara bland de äldre tjänarna. Termen butler ska inte förväxlas med en valet, som betecknar en mer personlig tjänare, som till exempel följer med sin arbetsgivare på resor och dylikt.
Historiskt har det förekommit att arbetsgivare delat upp hushållet i olika avdelningar där butlern hade hand om matsalen, vinkällaren, serveringsrummet och i vissa fall hela mottagningsrummet medan en annan hushållare hade hand om hela huset med omgivning. 
I moderna hushåll där butler är den mest seniora tjänaren förekommer även titlar som Majordomo, Butler Administrator, Staff Manager, Estate Manager och Head of Household Staff.
Ordet butler kommer från det gamla franska ordet "bouteiller" (munskänk) och i århundraden har butlerns roll varit att servera vin. I Storbritannien rankades butlers först bland de mellersta graderna inom hushållspersonal i familjer med hushållspersonal, men steg i graderna under 1600- och 1700-talen. I de största hushållen fanns dock en tjänare högre än butlern ända fram till 1800-talet.

## Historik
Butler är en kategori bland hushållspersonal som minskat starkt. Kring 1920, efter första världskriget, började en stark nedgång i antalet husligt anställda i framför allt Västeuropa och USA. Ändå fanns i Storbritannien vid tiden kring andra världskriget 30 000 butlers, en siffra som vid 1980-talets mitt sjunkit till runt 100.
2007 hade antalet butlers i Storbritannien återigen stigit, uppskattningsvis till 5 000.

## Inflytande

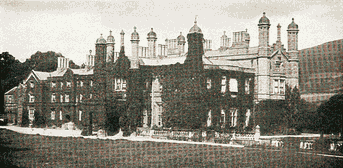
Glanusk Park i Powys County, Storbritannien 1891. I residenset fanns 17 anställda, vissa större hushåll kunde ha 40 anställda och vissa till och med ännu fler.

Traditionellt var butlern anställd av herren i huset men rapporterade till frun i huset. Förr i tiden ledde vissa butlers det arbete som utfördes av alla yngre tjänare och många butlers blev tilltalade med sitt efternamn till och med av sina arbetsgivare samt deras barn och gäster. Övriga betjänter tilltalade dock oftast butlers med "Mr. [Efternamnet]". Sådana butlers gjorde dock mycket lite serveringsarbete, de brukade istället stå vid dörren och hälsa då en gäst anlände medan dörren öppnades av en så kallad footman (manlig tjänare) som även tog av gästens rock och hatt. Butlern hjälpte även sin arbetsgivare att få på sig sin rock, vilken överlämnades till butlern av en footman.
Butlern gav arbetsuppgifter till en footman, som rapporterade direkt till butler. Då butlern var sjuk ersattes den av en footman. I många större hushåll med hushållspersonal var även tjänarinnor och kökspersonalen under butlerns ledning. I mindre hushåll kunde butlern även arbeta som så kallad valet (kammartjänare).
Tidigare erhöll butlern sin position genom att arbeta sig upp. I dag finns det skolor som utbildar butlers, där avgiften kan vara så hög som 50 000 US-dollar.
I åratal var butlers alltid manliga och så är det oftast fortfarande. Men det finns även kvinnliga butlers, bland annat i vissa muslimska kulturer där det på många håll anses oacceptabelt att män arbetar med kvinnor under dessa omständigheter.
Även i västvärlden förekommer detta. Första gången en kvinnlig butler nämns anses vara 1892 i boken Interludes being Two Essays, a Story, and Some Verses av Horace Smith.

## Uniform

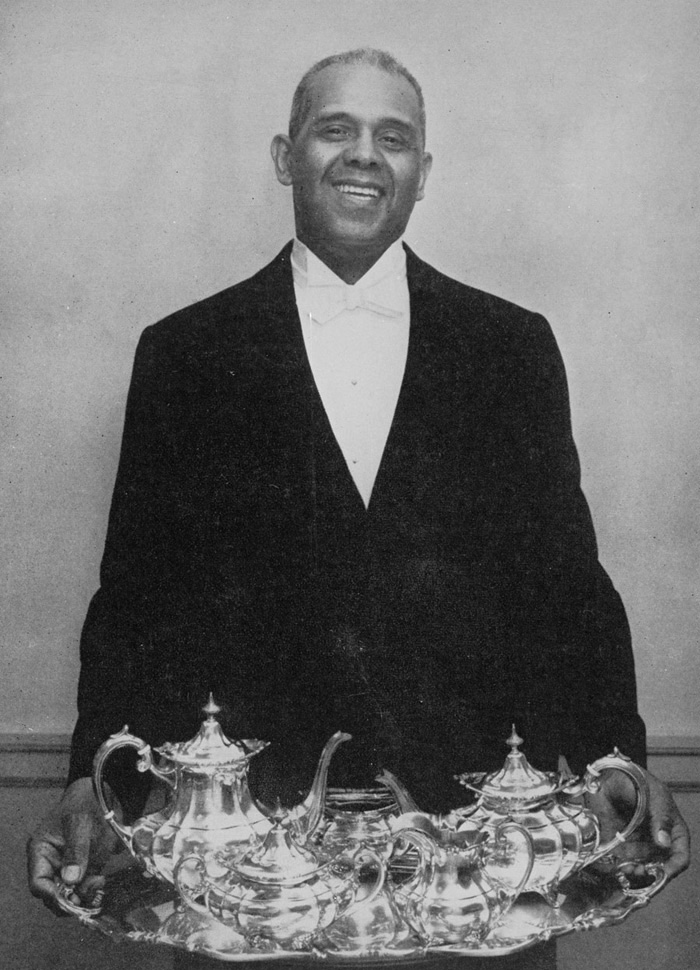
Alonzo Fields var i många år butler i Vita huset.

En butler brukar bära uniform, exempelvis i form av jackett (för dagligt bruk) och frack (för kvällsbruk).

## Utbildning
En av de mer namnkunniga utbildningarna för butlers finns vid Ivor Spencer School for Butlers i Storbritannien, och startades i januari 1981.

## Löneläge
År 2007 låg årslönen för en utexaminerad butler i Storbritannien på omkring 500 000 kronor. I USA var motsvarande lön omkring 80 000 dollar år 2010.

### Fotnoter
1. ↑  ”Betjänt – yrke med framtidsutsikter i Sverige 1966?”. SR Minnen. 13 mars 1966. Arkiverad från originalet den 28 januari 2011. https://web.archive.org/web/20110128092531/http://sverigesradio.se/sida/artikel.aspx?programid=1602&artikel=1597896. Läst 31 oktober 2011.  ”Nämns tidigt i programmet”
2. ↑  J. Lee (1988). ”Steady, Jeeves—you've got company!”. U.S. News & World Report 104 (17).
3. ↑  Sapstead, David. "Shortage of Butlers Has World's Wealthy Facing a Crisis", New York Sun, 30 maj 2007. Available online. Arkiverad 5 december 2008 hämtat från the Wayback Machine.
4. ↑  ”International Butler Academy”. Arkiverad från originalet den 11 september 2011. https://web.archive.org/web/20110911123133/http://www.butlerschool.com/interesting_facts.htm. Läst 26 september 2011.
5. ↑  ”Nya drömjobbet: butler”. Realtid. 3 oktober 2007. Arkiverad från originalet den 7 september 2013. https://web.archive.org/web/20130907084400/http://realtid.se/ArticlePages/200709/25/20070925112502_Realtid338/20070925112502_Realtid338.dbp.asp. Läst 4 januari 2013.
6. ↑  Ivor Spencer School for Butlers Arkiverad 26 juli 2007 hämtat från the Wayback Machine.